# 罗纳德·德尔夫
罗纳德·厄尔·德尔夫（1993年3月29日—）為美國男子籃球運動員，最後效力於中国男子篮球职业联赛吉林东北虎。
德尔夫來自佛罗里达州冬季港口，從三年級開始打籃球，曾放棄過籃球，在九年級時重新拾起籃球，擔任湖區高中三年先發球員以後德尔夫轉學到IMG學院，2012年11月承諾就讀奧本大學並簽署全國意向書。在就讀奧本大學的第一年德尔夫選擇穿上紅衫度過，2014年8月籃球校隊教練宣布德尔夫無限期缺席。2018年春天從佛罗里达大西洋大学畢業以後，德尔夫的職業生涯從立陶宛球隊希奧利艾展開，10月加盟愛沙尼亞球隊拉普拉。
2020年12月，德尔夫與格拉斯哥搖滾簽約。2022年3月，德尔夫加盟T1聯盟台灣啤酒英熊，球隊將中文名取為「大福」。2022年7月，德尔夫加盟安索阿特吉水手。12月德尔夫加盟阿勒坡伊蒂哈德。2023年3月，德尔夫加盟烏蘭巴托野馬，之後重返安索阿特吉水手。2023-24賽季德尔夫先效力薩德，於2024年1月加盟艾馬化漢都亞。德尔夫代表艾馬化漢都亞出賽17場，場均可挹注15.3分。2024年9月14日，中国男子篮球职业联赛吉林东北虎宣布與德尔夫完成簽約。11月28日，吉林东北虎取消註冊德尔夫，德尔夫代表吉林东北虎出賽10場，場均挹注7.5分、4籃板。

## 外部連結
- 罗纳德·德尔夫在fiba.basketball（英语）
- 罗纳德·德尔夫在中国男子篮球职业联赛
- 罗纳德·德尔夫在Basketball-Reference.com（國際）（英语）
- 罗纳德·德尔夫在Sports-Reference.com（NCAA）（英语）
- 罗纳德·德尔夫在Eurobasket.com（球員）（英语）
- 罗纳德·德尔夫在Proballers（英语）
- 罗纳德·德尔夫在RealGM（英语）
- 罗纳德·德尔夫在中国篮球数据库
- 罗纳德·德尔夫在Flashscore（英语）